# 梅爾維爾角 (南設得蘭群島)

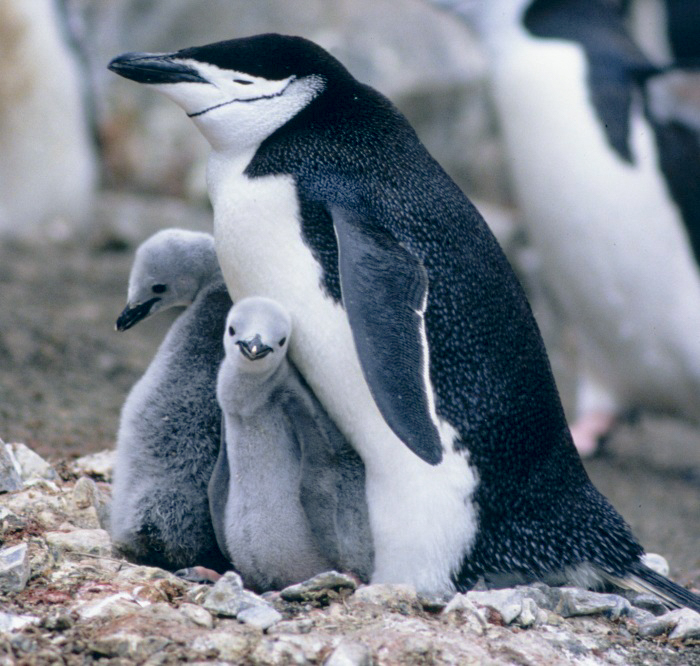

梅爾維爾角（英語：Cape Melville）是南極洲的海岬，位於南設得蘭群島的喬治王島東端，其中388公頃地區被國際鳥盟列為重點鳥區，是約16,000雙南極企鵝的棲息地，現時由南極條約體系管理。